# Тения
Тения (араб.  الثنية‎, фр. Thénia, иногда Thenia) — коммуна на севере Алжира, на территории вилайета Бумердес, административный центр одноимённого округа.

## Географическое положение
Коммуна находится в северной части вилайета, на высоте 161 метра над уровнем моря.
Коммуна расположена на расстоянии приблизительно 49 километров к востоку от столицы страны Алжира и в 7 км к востоку от административного центра вилайета Бумердеса.

## Демография
По состоянию на 2008 год население составляло 21 439 человек.
Динамика численности населения коммуны по годам:
| 1977   | 1987   | 1998   | 2008   |
| ------ | ------ | ------ | ------ |
| 13 228 | 18 826 | 19 078 | 21 439 |

## История
Людские поселения на территории, окружающей современную Тению, существовали с древнейших времён. В IV веке на месте современного города мавританским (берберским) князем Нубелем была основана крепость под названием Сума (араб.  صومعة‎). Возможно, именно Сума была местом рождения сына Нубеля, узурпатора Фирма. В дальнейшем эта крепость была известна под берберским названием Тизи-Нат-Айша (Tizi Nat Aïcha), или арабским Тения или Тния — остатки крепости существовали вплоть до середины XIX века. После французского завоевания Алжира в 1830-х годах рядом с древней крепостью появляется военный лагерь, превратившийся со временем в европейское поселение. В 1877 году арабское название заменяется на французское название Менервиль (фр. Menerville) в честь первого председателя колониального суда города Алжира Шарля-Луи Пенсона де Менервиля. После обретения страной независимости в 1962 году, городу было возвращено историческое название.
21 мая 2003 года в 17:44 по местному времени вблизи Тении находился эпицентр разрушительного землетрясения с магнитудой 6,8 балла. В результате этого землетрясения погибли 2268 человек, 10 147 человек были ранены и около 200 000 человек остались без крова.